# Rua Nascimento Silva

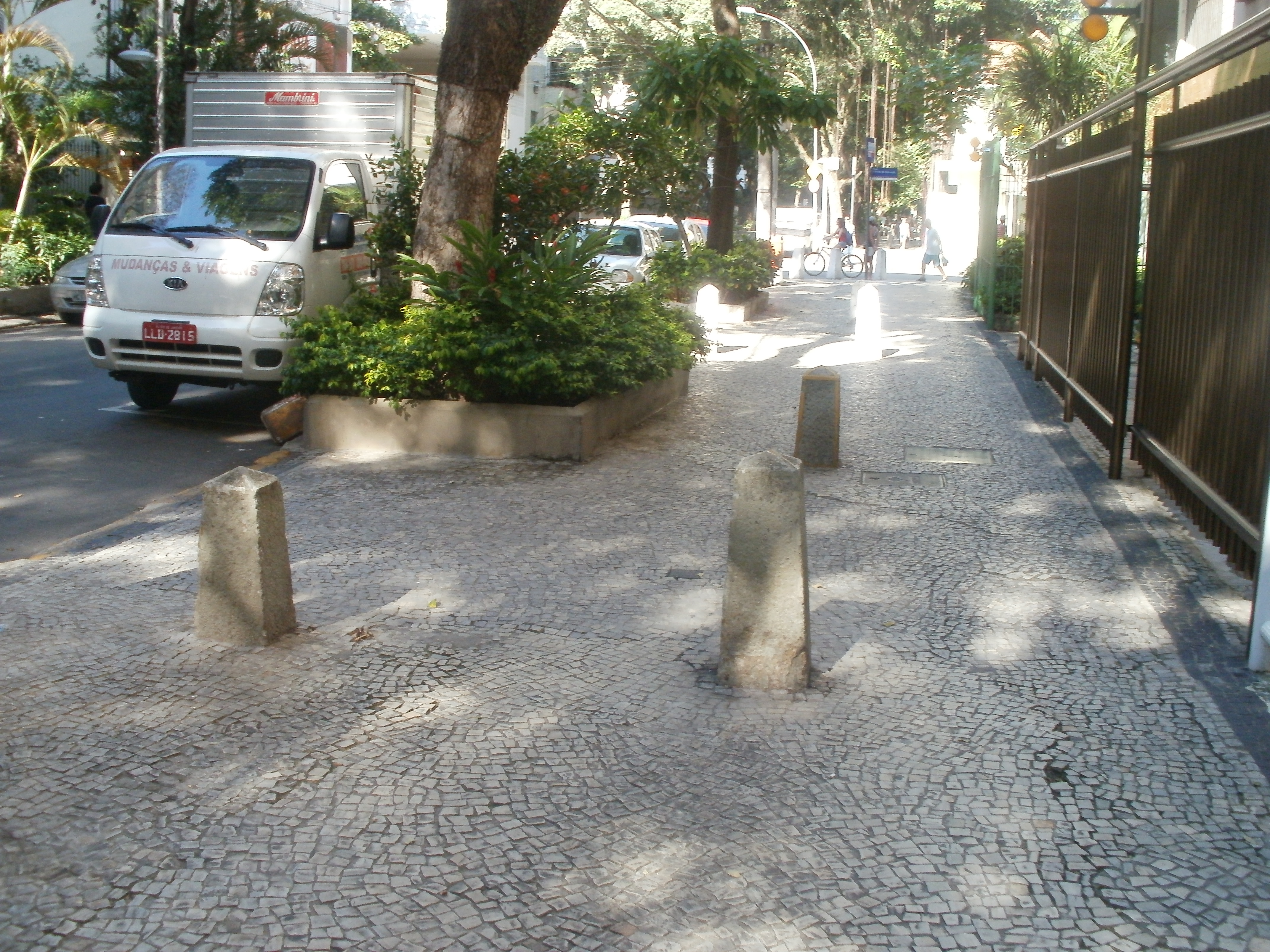
Rua Nascimento Silva.

A Rua Nascimento Silva é uma rua do bairro de Ipanema, no Rio de Janeiro. Foi aberta pelo Conde de Ipanema, e aceite em 26 de abril de 1894. Foi nomeada como "Nascimento Silva" pelo Decreto municipal nº 1165, de 31/10/1917, em homenagem a Carlos Augusto do Nascimento e Silva.
Em 1920, o recenseamento geral realizado pelo Governo Epitácio Pessoa acusou dezenove edificações térreas residenciais na Rua Nascimento Silva. Foi nessa rua que, em 1938, surgiu o segundo clube no bairro, o "Lagoa", 22 anos após o "The Rio de Janeiro Country Club”, fundado em 1916. O "Colégio Rio de Janeiro", fundado em 1934, no nº 556 da Nascimento Silva, foi a terceira grande escola do bairro a ser aberta.
Várias personalidades notáveis viveram nessa rua, nomeadamente:
- Carlos de Azevedo Leão (1906-1983), arquiteto e desenhista, morava na Nascimento Silva, 66;
- Antônio Carlos Jobim nasceu na Tijuca, mas morou na Nascimento Silva;[3]
- Elizeth Cardoso morava na Nascimento Silva 107, no mesmo prédio de Tom Jobim;
- O presidente Castelo Branco, morava na Nascimento Silva, donde saiu em 1964 para Brasília;
- Zuzu Angel estilista e militante política morou no número 510 da Rua Nascimento Silva.
- Renato Russo, poeta e cantor, líder da banda Legião Urbana, morou no número 378 da Rua Nascimento Silva, onde morreu a 11 de outubro de 1996;[4]
- Rodrigo Melo Franco, poeta, mas mais conhecido pela luta em prol da preservação do património histórico nacional; Diretor do IPHAN por trinta anos até 1967.
- Cassia Eller, cantora, intérprete e poeta residiu na rua em 1994

A rua também recebeu notoriedade pelas canções de Bossa Nova que exaltaram as composições que ali foram inspiradas. O exemplo mais direto é "Carta ao Tom", dedicada a Tom Jobim, em que Vinicius e Toquinho cantam: "Rua Nascimento Silva 107, você ensinando pra Elizeth as canções de Canção do Amor Demais". Chico Buarque de Holanda, parceiro e amigo de Tom e Vinícius, compôs uma paródia da canção, cantando: "Rua Nascimento Silva, 107, eu saio correndo do pivete tentando alcançar o elevador".